# Olof Berggren den yngre
Olof Berggren, födelse- och dödsår okända, var en svensk bildhuggare. 
Berggren var under 1780-talet inskriven som gesäll hos Olof Berggren. Från 1789 och några år framåt är han bosatt i Borgsjö, Medelpad där han bland annat dekorerade kyrkans orgelfasad. Till kyrkan förärade han även en nummertavla som är signerad. Hans mest kända verk är altaruppsatsen och predikstolen i Selångers kyrka som är tillverkade omkring 1790. Altaruppsatsen bär drag av sengustavianska dekorationsmotiv medan predikstolen anknyter mer till äldre norrländska traditioner.